# Resolució 1042 del Consell de Seguretat de les Nacions Unides
La Resolució 1042 del Consell de Seguretat de les Nacions Unides, adoptada per unanimitat el 31 de gener de 1996, després de reafirmar totes les resolucions prèvies sobre el Sàhara Occidental, el Consell va debatre el Pla de Regularització pel Sàhara Occidental i va prorrogar el mandat de la Missió de Nacions Unides pel Referèndum al Sàhara Occidental (MINURSO) fins al 31 de maig de 1996.
El Consell de Seguretat va reiterar una vegada més el compromís amb la celebració d'un referèndum d'autodeterminació per al poble del Sàhara Occidental com han acceptat ambdues parts, Marroc i el Polisario. Hi ha preocupació per la falta de progrés vers la finalització del Pla de Regularització, i s'ha instat ambdues parts a cooperar amb la MINURSO i amb el secretari general Boutros Boutros-Ghali en la represa del procés d'identificació i identificar maneres de crear confidències entre ells mateixos.
La resolució dona suport a la intenció del secretari general de portar la situació a l'atenció immediata del Consell si no es fan progressos, de manera que es consideraria la possibilitat de planejar la retirada de la MINURSO. Se li va demanar que presentés un informe sobre la situació per al 15 de maig de 1996.